# Theloderma asperum
Espèce
Synonymes
- Ixalus asper Boulenger, 1886
- Rhacophorus asperrimus Ahl, 1927

Statut de conservation UICN

 LC  : Préoccupation mineure
Theloderma asperum est une espèce d'amphibiens de la famille des Rhacophoridae.

## Répartition
Cette espèce est endémique du Perak en Malaisie. Elle se rencontre vers 1 000 m d'altitude.
Des populations qui appartiennent soit à cette espèce soit à des espèces proches ont été observées en Indonésie à Sumatra et à Bornéo.

## Description
Theloderma asperum mesure environ 35 mm. Son dos et son ventre sont noirs ; de petits points blancs sont présents sur le dessus et sa gorge est marbrée de blanc.

## Taxinomie
L'espèce Theloderma albopunctatum a été relevée de sa synonymie avec Theloderma asperum  par Poyarkov et al. en 2015.

## Publication originale
- Boulenger, 1886 : First Report on Additions to the Batrachian Collection in the Natural-History Museum. Proceedings of the Zoological Society of London, vol. 1886, no 3, p. 411-416 (texte intégral).